# Matías Meneses
Matías Francisco Meneses Letelier (Coltauco, 28 de marzo de 1999) es un futbolista profesional chileno que juega de delantero en Provincial Ovalle de la Segunda División de Chile. Además, ha sido internacional con la Selección Chilena Sub-17 y Selección Chilena Sub-20.

## Trayectoria
Se inició en las divisiones inferiores de O'Higgins. Debutó en el fútbol profesional con Cristián Arán en un partido por Copa Chile 2016 contra la Unión Española en el Estadio El Teniente ingresando en el minuto 57 por Pedro Muñoz.  Ha sido campeón con la Sub-17 de O'Higgins y unas de las figuras de su serie, además obtuvo la SuperCupNI jugada en Irlanda del Norte.  Participó en la Copa UC Sub-17 de 2015 junto a su compañero en el club celeste Matías Sepúlveda con la Sub-17 de Hernán Caputto obteniendo el tercer lugar del certamen, además fue el goleador del equipo con 3 anotaciones. En Primera División, Gabriel Milito lo hace debutar el 30 de septiembre de 2017 en un partido contra San Luis de Quillota ingresando por Pedro Muñoz.
Durante la temporada 2019, Meneses estuvo cedido a préstamo en Santiago Morning, mientras que en 2022 jugó bajo la misma condición en San Luis de Quillota, ambos clubes participantes de la Primera B de Chile.

## Selección nacional
Fue seleccionado chileno Sub-20 en el Campeonato Sudamericano de Fútbol Sub-20 de 2019 disputado en Chile, con el técnico Héctor Robles, en el torneo jugó 2 partidos,  entrando desde el banco de suplentes. Su selección fue eliminada en la primera fase del campeonato en la derrota con la Selección de fútbol de Colombia en el Estadio El Teniente de Rancagua.
| Torneo                      | Sede  | Resultado    | Partidos | Goles |
| --------------------------- | ----- | ------------ | -------- | ----- |
| Sudamericano Sub-20 de 2019 | Chile | Primera fase | 2        | 0     |

## Estadísticas

### Clubes
| Club                     | Div.          | Temporada     | Liga  | Liga  | Copas nacionales | Copas nacionales | Torneos internacionales | Torneos internacionales | Total | Total |
| Club                     | Div.          | Temporada     | Part. | Goles | Part.            | Goles            | Part.                   | Goles                   | Part. | Goles |
| ------------------------ | ------------- | ------------- | ----- | ----- | ---------------- | ---------------- | ----------------------- | ----------------------- | ----- | ----- |
| O'Higgins · Chile        | 1.ª           | 2016-17       | 0     | 0     | 1                | 0                | —                       | —                       | 1     | 0     |
| O'Higgins · Chile        | 1.ª           | 2017          | 5     | 0     | 1                | 0                | —                       | —                       | 6     | 0     |
| O'Higgins · Chile        | 1.ª           | 2018          | 4     | 0     | —                | —                | —                       | —                       | 4     | 0     |
| Santiago Morning · Chile | 2.ª           | 2019          | 4     | 0     | —                | —                | —                       | —                       | 4     | 0     |
| Santiago Morning · Chile | Total club    | Total club    | 4     | 0     | 0                | 0                | 0                       | 0                       | 4     | 0     |
| O'Higgins · Chile        | 1.ª           | 2020          | 10    | 1     | —                | —                | —                       | —                       | 10    | 1     |
| O'Higgins · Chile        | 1.ª           | 2021          | 13    | 2     | 3                | 0                | —                       | —                       | 16    | 2     |
| San Luis · Chile         | 2.ª           | 2022          | 22    | 1     | —                | —                | —                       | —                       | 22    | 1     |
| San Luis · Chile         | Total club    | Total club    | 22    | 1     | 0                | 0                | 0                       | 0                       | 22    | 0     |
| O'Higgins · Chile        | 1.ª           | 2023          | 3     | 0     | 0                | 0                | —                       | —                       | 3     | 0     |
| O'Higgins · Chile        | Total club    | Total club    | 35    | 3     | 5                | 0                | 0                       | 0                       | 40    | 3     |
| Total carrera            | Total carrera | Total carrera | 67    | 4     | 5                | 0                | 0                       | 0                       | 72    | 4     |
| 1. 2.                    |               |               |       |       |                  |                  |                         |                         |       |       |